# Los Angeles Kiss
I Los Angeles Kiss erano una squadra della Arena Football League con sede a Los Angeles, California. I Kiss disputarono le loro partite casalinghe all'Honda Center di Anaheim.
La squadra era di proprietà della rock band Kiss oltre che del loro manager Doc McGhee. Oltre a prendere il nome dalla band, i possessori degli abbonamenti furono invitati a prendere parte a un concerto gratuito all'Honda Center nel 2014.

## Storia
Il 15 agosto 2013 fu annunciato che i Kiss (che suonavano all'intervallo dell'ArenaBowl XXVI) avevano acquisito un expansion team della AFL per la stagione 2014. La band (nello specifico, i due leader Gene Simmons e Paul Stanley), il loro manager Doc McGhee e il veterano della lega Brett Bouchy si divisero la proprietà della squadra, con l'Honda Center di Anaheim come stadio casalingo.
Il 10 settembre 2013, i Kiss assemblarono il loro primo roster, scambiando la loro prima scelta nel draft di dispersione di Chicago Rush e Utah Blaze con gli Iowa Barnstormers per il quarterback J.J. Raterink. Il 17 settembre 2013, Bob McMillen, allenatore dell'anno della AFL del 2013, fu nominato primo capo-allenatore della storia della franchigia. Nella loro prima stagione, i Kiss vinsero 3 partite e ne persero 15. Dopo avere raggiunto i suoi primi playoff nel 2016, la squadra cessò di esistere. Il roster fu liquidato nel mese di ottobre.

## Risultati stagione per stagione
| Stagione         | Lega   | Conference | Division | Stagione regolare | Stagione regolare | Stagione regolare | Playoff                       |                               |
| Stagione         | Lega   | Conference | Division | Pos.              | V                 | S                 | Playoff                       |                               |
| ---------------- | ------ | ---------- | -------- | ----------------- | ----------------- | ----------------- | ----------------------------- | ----------------------------- |
| Los Angeles Kiss |        |            |          |                   |                   |                   |                               |                               |
| 2014             | AFL    | National   | West     | 3ª                | 3                 | 15                |                               |                               |
| Totale           | Totale | Totale     | Totale   | Totale            | 3                 | 15                | (stagione regolare)           | (stagione regolare)           |
| Totale           | Totale | Totale     | Totale   | Totale            | 0                 | 0                 | (playoff)                     | (playoff)                     |
| Totale           | Totale | Totale     | Totale   | Totale            | 3                 | 15                | (stagione regolare e playoff) | (stagione regolare e playoff) |